# Generation Kill (série télévisée)
Pour les articles homonymes, voir Generation Kill.
Generation Kill est une mini-série américaine créée par David Simon, Ed Burns et Evan Wright. Elle fut diffusée entre le 13 juillet 2008 et le 24 août 2008 sur HBO. Elle est adaptée du roman éponyme d'Evan Wright, reporter embarqué au sein du 1er bataillon de reconnaissance du Corps des Marines des États-Unis en 2003 pour couvrir la guerre d'Irak.
En France, la série a été diffusée à partir du 18 novembre 2008 sur OCS Max et rediffusée en 2010 sur NT1 et en 2012 sur AB1.

## Synopsis
La série commence au Koweït, dans une base américaine où le 1st Reconnaissance Battalion des Marines passe ses dernières heures avant le début de l'invasion de l'Irak. C'est là qu'arrive un journaliste du magazine Rolling Stone qui doit suivre le bataillon en immersion, en plein cœur de la guerre. L'épopée de jeunes Marines engagés dans le conflit irakien. Appartenant au Premier Bataillon de Reconnaissance, ces jeunes soldats sont les premières troupes sur place et doivent faire avec le manque d'équipement, un commandement incompétent et une stratégie opaque.

## Distribution
- Alexander Skarsgård (VF : Guillaume Lebon) : Sergent Brad « Iceman » Colbert
- James Ransone (VF : Taric Mehani) : Caporal Josh Ray Person
- Lee Tergesen (VF : Vincent Ropion) : Evan « Scribe » Wright
- Billy Lush (en) (VF : Fabrice Josso) : Lance Coporal Harold « James » Trombley
- Rey Valentin (en) (VF : Fabrice Fara) : Caporal Gabriel Garza
- Jon Huertas (VF : Laurent Sao) : Sergent Antonio « Poke » Espera
- Owain Yeoman : Sergent Eric Kocher
- Kellan Lutz (VF : Stéphane Pouplard) : Caporal Jason Lilley
- Pawel Szajda : Caporal Walt Hasser
- Stefan Otto : Caporal Nathan Christopher
- Sal Alvarez : Caporal Hector Leon
- Stark Sands (VF : Mathias Kozlowski) : Lieutenant Nathaniel Fick
- Marc Menchaca : Sergent Mika « Gunny » Whynn
- Wilson Bethel (VF : Hervé Grull) : Caporal Evan « Q-Tip » Stafford
- Daniel Fox : John Christeson
- Langley Kirkwood : Sergent Steven Lovell
- Mike Figueroa : Sergent Leandro « Shady B » Batista
- Bjorn Steinbach (VF : Bruno Forget) : Caporal Michael Stinetorf
- Jonah Lotan (VF : Laurent Morteau) : Naval Hospitalman 2nd Class Timothy « Doc » Bryan
- Sydney Hall : Caporal Teren « T » Holsey
- Josh Barret (VF : Yannick Blivet) : Sergent Larry Shawn « Pappy » Patrick
- Rudy Reyes (VF : Didier Cherbuy) : Sergent Rudy « Fruity Rudy » Reyes
- Rich McDonald : Caporal Anthony « Manimal » Jacks
- Eric Ladin : Caporal James Chaffin
- Justin Shaw (VF : Alexandre Borras) : Sergent Michael « Budweiser » Brunmeier
- Eric Nenninger : Capitaine Dave « Captain America » McGraw
- Sean Brosnan (VF : Sébastien Finck) : Caporal Daniel Redman
- J. Salome Martinez (VF : Julien Chatelet) : Caporal Jeff Carisalez
- David Barrera (VF : Nicolas Buchoux) : Sergent Ray Griego
- Michael Kelly (VF : Bruno Choël) : Capitaine Bryan Patterson
- Chance Kelly (en) (VF : Patrick Béthune) : Lieutenant Colonel « Godfather » Ferrando
- Benjamin Bush (VF : Fabien Jacquelin) : Major Todd Eckloff
- Nabil Elouahabi : Meesh
- Theo Landey : Sergent Damon Fawcett
- Kyle Siebert : Caporal John Burris
- Darron Meyer : Caporal Cody Scott
- Neal Jones : Sergent Major « Monsieur Patate crue » John Sixta
- Robert Burke (VF : Jean-François Aupied) : Major général James « Maddog » Mattis[1]
- Brian Patrick Wade (VF : Serge Faliu) : Capitaine Craig « Encino Man » Schwetje

 Source et légende : version française (VF) sur RS Doublage et Doublage Series Database

## Épisodes
1. L'arrivée du scribe (Get Some)
Des Marines de l'armée américaine se préparent à envahir l'Irak. On exige d'eux de respecter certaines règles vestimentaires et certains ont du mal à l'accepter.
2. Le berceau de l'humanité (The Cradle of Civilization)
Le bataillon est coincé sur les bords de l'Euphrate par des tirs provenant de la ville voisine. Hitman reste en soutien sans participer aux affrontements. Le général Mattis est lui furieux par ce contre-temps et décide d'organiser la traversée du pont à la nuit tombée (mais celle-ci n'a réellement lieu qu'au petit matin). Les consignes de tirs évoluent progressivement au long du parcours : faire feu sur les personnes armées devient faire faire feu sur toute personne suspecte. Les victimes civiles vont croissant, ce qui plombe un peu le moral des troupes. D'autant qu'ils ont de moins en moins confiance dans leur commandant, qui se révèle incompétent et faux-jeton.
3. Des dingues sont parmi nous (Screwby)
Après avoir survécu à sa première épreuve du feu, la compagnie Bravo va de l'avant, en attente d'une nouvelle mission. Passant à proximité d'un hameau, les soldats horrifiés assistent, impuissants, à l'attaque de ce village par un régiment qui le détruit. De nouveaux ordres les amènent à se rendre à Ar Rifa. Le lieutenant Fick tente de reprendre en main la situation car Encino Man a demandé une frappe d'artillerie sur une équipe de lance-roquettes introuvable.
4. Sensations fortes (Combat Jack)
Après s'être précipités pour prendre le contrôle de l'aérodrome, les membres de l'équipe de reconnaissance devancent désormais le reste des forces américaines, ce qui leur permet de s'accorder un peu de repos et de se regrouper. Le camion de ravitaillement ayant été pillé avant d'être abandonné, les soldats doivent se contenter d'un seul repas par jour. Ils expriment leur mécontentement au commandant qui envoie le groupe Alpha récupérer le corps d'un Marine, tué à Ash Shatrah.
5. Le feu aux poudres (A Burning Dog)
Devant ses hommes, le sergent Colbert a bien du mal à défendre les choix tactiques de ses supérieurs. Pour la première fois depuis son arrivée en Irak, l'unité de reconnaissance exploite enfin ses compétences et parvient à obtenir des renseignements de la part d'Irakiens au sujet d'une embuscade prévue à proximité d'un pont. Des blindés légers partent à l'assaut mais les ennemis résistent. L'escouade Bravo continue vers le nord où une nouvelle mission l'attend : il s'agit de mettre en place un barrage routier et de détruire l'avant-poste de la garde républicaine irakienne. Les soldats hésitent à accomplir leur devoir quand ils réalisent qu'ils vont devoir détruire l'unique école de la ville.
6. Vingt-deux ! (Stay Frosty)
Le 1er Bataillon de Reconnaissance est mal en point : la moitié des hommes est malade. Les officiers craignent que Godfather en punisse certains pour insubordination. En attendant, les soldats voient affluer les réfugiés et tentent de leur venir en aide du mieux qu'ils peuvent. Les Marines sont de plus en plus nombreux à se demander ce qu'ils font là.
7. Une bombe dans le jardin/Cible innocente (Bomb in the Garden)
Bravo entre dans la ville et les soldats se rendent compte des problèmes auxquels doivent faire face les Irakiens.

## Commentaires
Evan Wright, l'auteur du roman dont est tirée la série, relate son expérience de journaliste embarqué lors de l'invasion de l'Irak en 2003.
La série est adaptée à la télévision par David Simon et Ed Burns, qui se sont illustrés dans la série The Wire avec laquelle elle partage beaucoup de points communs, notamment l'aspect documentaire et la profusion des personnages. On notera la vision très sombre d'une guerre mal préparée (manque de certains accessoires comme des piles pour les jumelles de vision nocturne, la présence d'un seul traducteur pour tout un bataillon, la fourniture de vêtements de combat pour un environnement forestier alors que l'Irak est désertique, etc.). Certains soldats n'ont pas conscience de leur mission et de l'image qu'ils donnent aux Irakiens (par exemple la scène où les membres du bataillon font leurs besoins dans les jardins d'Irakiens).
La série n'a pour bande son que les dialogues, très denses, et les bruits environnants. Les seules musiques présentes sont celle que les militaires chantent. Cette technique viserait à renforcer l'aspect documentaire et plonger le spectateur dans l'action. La seule chanson qui est entendue durant les dernières minutes de la série, The Man Comes Around de Johnny Cash, est une référence biblique de l'Apocalypse qui relate le Jour du jugement, jour où tous les hommes devront rendre compte devant Dieu de ce qu'ils ont fait durant leur vie sur Terre.
Pour refléter le milieu désertique de l'Irak, la série a été tournée en Afrique du Sud, Mozambique et Namibie.